# Erin Murphy
Pour les articles homonymes, voir Murphy.
Erin Murphy, née le 17 juin 1964 à Encino (Los Angeles), est une actrice américaine.
Elle a joué le rôle de Tabatha Stevens dans la série Ma sorcière bien-aimée, tout comme sa sœur jumelle Diane Murphy. Mais à partir de la 4e saison, elle seule resta, car il y avait trop de différences entre elles. À noter : même durant la 3e saison où les jumelles se partageaient le rôle, seul le nom d'Erin Murphy était crédité au générique de fin.

## Filmographie partielle

### Au cinéma
- 2014 : The Remaining de Casey La Scala : Lindsey

### Télévision
- 1966-1972 : Ma sorcière bien-aimée : Tabatha Stevens

## Vie privée
Erin Murphy a été mariée trois fois. 
- avec Terry Rogers (1984-1989) ;  deux garçons naîtront de cette union.
- puis avec Eric Eden (1993-1998) ; un fils naîtra de cette union 
- enfin, avec Darren Dunckel (depuis 1998) ; de cette union naîtront deux enfants, dont l’un est surdoué et sur le spectre du trouble autistique.